# Acacia guacamayo
Acacia guacamayo é uma espécie de leguminosa do gênero Acacia, pertencente à família Fabaceae.